# شاندراشور سينغ
شاندراشور سينغ (بالهندية: चन्द्रचूढ़ सिंह)  هو ممثل هندي ولد في 11 أكتوبر 1968 في نيودلهي، الهند ، حاصل على جائزة فيرفيلم عن دوره في فلم ماشيس Maachis .بدأ نشاطه الفني لأول مرة في العام 1996 عندما ظهر في فلم Tere Mere Sapne وكان يعمل قبل احترافه التمثيل في مدرسة دون كمدرس للموسيقى.تعرض شاندرا للإصابة بكتفه أثناء ممارسته التزلج في غوا مما أدى تراجع أدواره في السينما إلى العام 2012 حيث يعد هذا العام الانطلاقة الثانية له بعد الانطلاقة الأولى في العام 1996 حيث مثل في الفلم Chaar Din Ki Chandni.

## روابط خارجية
- شاندراشور سينغ على موقع IMDb (الإنجليزية)
- شاندراشور سينغ على موقع قاعدة بيانات الفيلم (الإنجليزية)